# Sortyment drewna
Sortyment drewna – rodzaj drewna z punktu widzenia spełniania norm jakościowych, wymiarów i przeznaczenia. Sortyment określany jest dla drewna wyrobionego, ściętego, po przeprowadzonym sortowaniu zgodnie z normami technicznymi.
Podział drewna okrągłego na różne sortymenty nazywany jest sortymentacją. Ogólnie drewno dzieli się na iglaste i liściaste. Podział danego sortymentu na klasy jakości nazywa się klasyfikacją drewna. Tylko w wyjątkowych wypadkach drewno w całej długości przeznaczane jest na jeden sortyment (żerdzie). Prawie zawsze w celu podziału drewna na odpowiednie sortymenty dokonuje się jego przerzynki. Proces ten określany jest jako manipulacja surowca drzewnego, lub w skrócie manipulacja.
Każdy sortyment musi mieć cały zespół cech przewidzianych dla tego sortymentu w obowiązujących normach technicznych. Cechami tymi mogą być między innymi: rodzaj drewna, średnica w środku długości (średnica środkowa), średnica w cieńszym lub grubszym końcu, średnica znamionowa, długość drewna, oraz dopuszczalne, występujące na pobocznicy drewna i czołach wady drewna.
Podczas manipulacji sortymenty szukane są w drewnie w pewnej kolejności. Najpierw szukane są sortymenty o najwyższych wymaganiach technicznych, najcenniejsze (najczęściej najgrubsze), a następnie mniej cenne (najczęściej cieńsze).
Na podstawie szacunków brakarskich każda jednostka organizacyjna Lasów Państwowych otrzymuje plan pozyskania drewna na dany rok z podziałem na sortymenty. Szacunek brakarski daje zbliżone informacje o szacowanym drewnie, gdyż sortymenty określane są na drzewie rosnącym, bez wiedzy na temat jakości wnętrza pnia.
Manipulacją drewna po ścince kieruje leśniczy, a w przypadku, gdy w leśnictwie znajdują się partie drewna trudne do sortymentacji może do pomocy otrzymać brakarza – specjalistę od sortymentacji i kwalifikacji drewna.
Klasyfikację, w której przeznaczenie drewna jest nadrzędnym kryterium jego podziału określa się jako przeznaczeniową (KP według SWW), przyjmując, że nadrzędnym kryterium jest jakość i wymiary otrzymuje się klasyfikację jakościowo-wymiarową (KJW).

## Podział surowca drzewnego według KJW
- ze względu na rodzaj drewna:
  - drewno iglaste – drewno pozyskiwane z drzew iglastych
  - drewno liściaste – drewno pozyskiwane z drzew liściastych
  - drewno krzewów – drewno pozyskiwane z krzewów
- ze względu na postać:
  - drewno okrągłe – surowiec drzewny pozyskiwany w stanie okrągłym, z zachowaniem kształtu pobocznicy pnia lub elementów korony
  - drewno łupane – surowiec drzewny wyrabiany z drewna okrągłego przez dzielenie go wzdłuż włókien,
  - drewno rozdrobnione – surowiec drzewny wyrabiany z drewna za pomocą rozdrabniarek
- ze względu na kategorie grubości:
  - grubiznę: do której zaliczamy drewno wielkowymiarowe i średniowymiarowe
  - drobnicę: do której zaliczamy drewno małowymiarowe i rozdrobnione
- ze względu na kategorie długości:
  - drewno długie: do którego zaliczamy dłużyce i kłody
  - drewno krótkie: do którego zaliczamy wyrzynki, wałki i szczapy.
- ze względu na klasyfikację jakościowo-wymiarową:
  - drewno wielkowymiarowe (W)
    - klasy A (WA0), B (WB0), C (WC0), D (WD)

  - drewno średniowymiarowe (S)
    - grupy: S1, S2 (podgrupy, a i b), S3 (podgrupy, a i b), S4

  - drewno małowymiarowe (M)
    - grupy: M1 i M2

## Wybrane sortymenty drewna użytkowego według SWW (KP)
- liściaste drewno okleinowe,
- drewno łuszczarskie na sklejkę,
- drewno zapałczane iglaste i liściaste,
- drewno na prowadniki szybowe,
- drewno rezonansowe,
- drewno beczkowe,
- tartaczne drewno iglaste,
- tartaczne drewno liściaste,
- drewno kopalniakowe,
- drewno na słupy chmielowe,
- papierówka,
- drewno liściaste do suchej destylacji,
- drewno garbnikowe,
- szczapy i wałki użytkowe,
- żerdzie,
- słupki,
- tyczki,
- drobnica użytkowa do wyrobu płyt pilśniowych i wiórowych,
- faszyna leśna,
- chrust użytkowy,
- szczapy i wałki opałowe,
- odpady opałowe,
- drobnica opałowa,
- wióry i trzaski,
- karpina opałowa

## Polskie Normy odnośnie do surowca drzewnego
- PN-92/D-02002: Surowiec drzewny. Podział, terminologia i symbole.
- PN-D-02006:2000 Surowiec drzewny. Odbiorcza kontrola jakości według metody alternatywnej. Terminy, definicje i metody badań.
- PN-92/D-95000: Surowiec drzewny. Pomiar, obliczanie miąższości i cechowanie.
- PN-92/D-95008: Drewno wielkowymiarowe liściaste.
- PN-91/D-95009: Surowiec drzewny. Zrąbki leśne.
- PN-92/D-95017: Drewno wielkowymiarowe iglaste.
- PN-92/D-95018: Drewno średniowymiarowe.
- PN-92/D-95019: Drewno małowymiarowe.